# Крайслер-билдинг
Кра́йслер-би́лдинг (англ. Chrysler Building) — небоскрёб корпорации Chrysler, построенный в 1930 году, один из символов Нью-Йорка. Здание высотой 319 м (1046 футов) расположено в восточной части Манхэттена на пересечении 42-й улицы и Лексингтон-авеню. В течение 11 месяцев в 1930—1931 годах здание являлось высочайшим в мире.
Первоначально принадлежавшее корпорации «Крайслер», по состоянию на 2022 год оно находится в совместной собственности Signa Holding и RFR Holding.

## История здания
Бывший сенатор Уильям Х. Рейнольдс заказал проект этого здания архитектору Уильяму ван Элену (англ. William van Alen). Готовый проект был впоследствии продан Уолтеру П. Крайслеру под штаб-квартиру его компании.
К этому времени здание начинало подниматься к небесам: нью-йоркских строителей подстёгивало желание построить самый высокий небоскрёб в мире. Оно строилось со скоростью четыре этажа в неделю. Перед самым завершением здание сравнялось высотой с небоскрёбом архитектора Х. Крэга Северанса по адресу Уолл-стрит, 40 (англ. 40 Wall Street), также известным как «Трамп-билдинг». Раньше Северанс и ван Элен были партнёрами, но пути их разошлись, и они стали заклятыми врагами. Северанс знал, какой должна быть высота здания его конкурента, и поэтому добавил к своему небоскрёбу ещё два фута, передав, таким образом, ему титул самого высокого здания в мире.
Не желая быть обойдённым, ван Элен (не афишируя этого) получил разрешение от города увенчать здание тридцативосьмиметровым шпилем. Шпиль из нержавеющей стали марки Nirosta, собранный внутри здания из отдельных элементов, был установлен на вершине здания в ноябре 1929 года, превратив небоскрёб «Крайслер» не только в самое высокое здание в мире, но и в самую высокую конструкцию (319 метров). Однако этот титул ван Элен и Крайслер имели меньше года, потом он перешёл к Эмпайр-стейт-билдинг (443 м). Радость ван Элена была омрачена отказом «Крайслера» выплатить ему гонорар.
Небоскрёб «Крайслер» был открыт для публики 27 мая 1930 года.
50 % небоскрёба принадлежит группе компаний RFR Holding (50 % — австрийскому холдингу Signa Holding), который совместно в 2019 году приобрёл долю за 151 млн долл.
В конце ноября 2023 года Signa, владелец половины небоскрёба, объявил о банкротстве и начал процедуру продажи своей доли.

## Описание здания
Здание является примером ар-деко в архитектуре. Своеобразная орнаментация башни повторяет мотивы дизайна колпаков на дисках колёс автомобилей марки «Крайслер» того времени. Это один из лучших образцов периода ар-деко в архитектуре Нью-Йорка, самого красивого периода в развитии города.
Необыкновенно элегантен холл, а на вершине здания находилась обзорная площадка, заменённая через несколько лет рестораном. Но все эти предприятия перестали окупаться, когда началась Великая депрессия, и бывшая площадка обозрения была превращена в частный «Облачный клуб», откуда можно было увидеть весь Нью-Йорк. Самые верхние уровни здания узкие с низкими потолками, их создавали преимущественно для обозрения снаружи и использовали для радиооборудования и других механических и электрических аппаратов.
В своё время здание подвергалось критике за «легкомысленный» дизайн, отошедший от прямого и функционального модернизма. К примеру, наверху есть громадные серебристые статуи в виде орлов. Но в целом публика принимала здание с восхищением и увлечением и даже давало прозвища, одним из которых было «Красавица Манхэттена». Со временем небоскрёб «Крайслер» был признан многими[кем?] как наивысшее архитектурное выражение эпохи 1920-х годов.
В 2005 году нью-йоркский Музей небоскрёбов опросил сотню архитекторов, брокеров, строителей, критиков, девелоперов, инженеров, историков, юристов, государственных служащих, владельцев недвижимости, планировщиков и школьников с просьбой составить десятку самых любимых небоскрёбов города. Крайслер-билдинг в этом опросе занял первое место.